# Latok
Le Latok est une montagne située dans le Nord du Pakistan, dans le Karakoram. Il culmine à 7 145 mètres d'altitude au Latok I, sa cime principale.

## Cimes principales
- Latok I, au nord, 7 145 m, première ascension 1979
- Latok II, ouest, 7 108 m, première ascension 1977
- Latok III, est, 6 949 m, première ascension 1979
- Latok IV, sud-est, 6 456 m, première ascension 1980